# Grigori Walentinowitsch Menschenin
Grigori Walentinowitsch Menschenin (russisch Григорий Валентинович Меньшенин, wiss. Transliteration Grigorij Valentinovič Men'šenin, * 8. März 1969) ist ein ehemaliger russischer Skilangläufer.
Menschenin trat international erstmals bei der Winter-Universiade 1995 in Candanchú in Erscheinung. Dort wurde er Vierter über 30 km Freistil. In der Saison 1997/98 holte er in Kawgolowo mit dem 29. Platz über 30 km Freistil seine einzigen Weltcuppunkte und wurde daraufhin für die Olympischen Winterspiele 1998 in Nagano nominiert. Dort nahm er am 50-km-Lauf teil, welchen er aber vorzeitig beendete. Sein letztes Weltcuprennen absolvierte er im März 2001 in Kawgolowo und errang dabei den 47. Platz über 15 km Freistil.